# Ключевская волость (Котельничский уезд)
Ключевская волость — административно-территориальная единица Котельничского уезда Вятской губернии Российской Империи и РСФСР. Упразднена в 1929 году. Ныне территория волости в Шабалинском районе Кировской области России.
Волостной центр — село Ново-Троицкое.

## География
Волость находилась в пределах Волжско-Ветлужской равнины, в подзоне южной тайги.
Климат характеризуется как континентальный, с продолжительной холодной снежной зимой и умеренно тёплым коротким летом. Среднегодовая температура — 1,6 °C. Средняя температура воздуха самого холодного месяца (января) составляет −13,8 °C; самого тёплого месяца (июля) — 17,5 °C. Безморозный период длится 89 дней. Годовое количество атмосферных осадков — 721 мм, из которых 454 мм выпадает в тёплый период.

## Состав

### Административное деление
В состав волости входили следующие сельские общества:
- Высоковское (село Ново-Троицкое)
- Журавлёвское
- Запиловское (поч. Ступниковский, поч. Акимовский)
- Ключевское
- Княжевское
- Панихинское
- Перминовское
- Политенское
- Раменское
- Сандаковское
- Цветковское

### Населённые пункты
- Гривы (1900)
- Панадинская (1900)
- Пермино
- Пруды (1900)
- Троицкое — волостной центр
- Харитенки (1900)